# از غبار بپرس (کتاب)
از غبار بپرس (به انگلیسی: Ask the Dust) معروف‌ترین رمان نویسندهٔ ایتالیایی - آمریکایی جان فانته (John Fante) است. کتاب نخستین بار در سال ۱۹۳۹ و در جریان دوران رکود بزرگ در شهر لس آنجلس منتشر شد. این کتاب متعلق به مجموعه‌ای است که شخصیت آرتورو باندینی را که او هم یک نویسندهٔ ایتالیایی - آمریکایی است معرفی می‌کند. آرتورو باندینی اهل کلرادو است و به لس آنجلس مهاجرت کرده‌است. با این امید که تبدیل به یک نویسنده معروف و معتبر شود.
این رمان یکی از شاخص‌ترین نمونه‌های ادبیات کلاسیک آمریکایی است و در کالج‌های ادبیات آمریکا تدریس می‌شود. از غبار بپرس چارلز بوکوفسکی را به شدت تحت تأثیر خود قرار داده‌است. در سال ۲۰۰۶ نمایشنامه‌نویس معروف هالیوود رابرت تاون از این رمان فیلمنامه‌ای (از غبار بپرس) اقتباس کرد که بازی سلما هایک و کالین فارل به روی پرده رفت.

## انتشار
این رمان پس از موفقیت خیره‌کنندهٔ رمان تا بهار صبر کن باندینی منتشر شد.
کتاب از غبار بپرس به فراموشی سپرده شد. تا زمانی که چارلز بوکوفسکی که در آن زمان شاعر جوانی بود، در بین قفسه‌های کتابخانهٔ عمومی لس‌انجلس به از غبار بپرس برمی‌خورد. بوکوفسکی آن‌قدر به فانته و از غبار بپرس علاقه‌مند شد که فانته را خدای خود معرفی کرد.

## خلاصه داستان
از غبار بپرس (Ask the dust) داستان زندگی مرد جوانی به نام آرتورو باندینی (Arturo Bandini) است. او یک نویسندهٔ جوان ایتالیایی – آمریکایی به حساب می‌آید. باندینی به امید تبدیل شدن به یک نویسندهٔ محبوب و درجه یک، از کلرادو به شهر لس‌آنجلس مهاجرت می‌کند. نقطهٔ شروع ماجراهای این کتاب هتلی است به نام بانکر هیل. یعنی همان جایی که آرتوروی بیست ساله برای چند هفته اقامت بیشتر در آن متوسل به دروغ می‌شود.

## تم داستان
فانته توانسته‌است که با هنرمندی هر چه تمام‌تر تصویری واضح و کامل را از شهر لس‌آنجلس در دههٔ ۱۹۳۰ میلادی ترسیم کند. با کافه‌های بزرگ و کوچک فراوانش، رستوران‌های شیک و ارزان در کنار هم، سالن‌های رقص، کلیساهای آن، میدان پرشینگ و آرامشی که به خاطر غیبت سایهٔ ساختمان‌های بلند بر آن حکمروا شده بود. فانته لس‌آنجلس را شهری معرفی کرده‌است که می‌تواند سایه به سایهٔ قهرمانانش راه برود، آن‌ها را بخنداند یا به بازی بگیرد، الهام‌بخش رویاهایشان شود و حتی آن‌ها را به گریه بیندازد.